# Jüdischer Friedhof (Čkyně)
Koordinaten: 49° 6′ 35,7″ N, 13° 50′ 5,8″ O

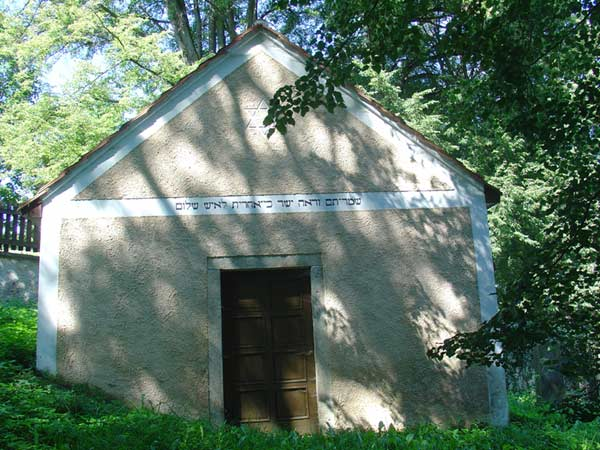
Taharahaus auf dem Jüdischen Friedhof in Čkyně (2005)

Der Jüdische Friedhof Čkyně ist ein jüdischer Friedhof in der tschechischen Gemeinde Čkyně im Okres Prachatice in Südböhmen. Er liegt an der Bahnstrecke Strakonice–Volary und stammt aus dem 17. Jahrhundert.
Der ca. 1850 m² große Friedhof befindet sich 500 Meter südöstlich von der Synagoge, in der Nähe der Straße nach Hradčany. Der älteste erhaltene Grabstein stammt aus dem Jahr 1688. Insgesamt wurden bis 1942 etwa 500 Bestattungen vorgenommen. Bemerkenswert sind barocke Grabsteine. Seit 1945 wurde der Friedhof immer wieder durch Vandalismus beschädigt. In den Jahren 1982 bis 1992 wurde er restauriert. Davor wurde er nicht gepflegt.